# Sala (Sverige)
 For alternative betydninger, se Sala. (Se også artikler, som begynder med Sala)
Sala er en by som ligger i landskabet Västmanland i Västmanlands län i Sverige. Den ligger ved Sagån, og den del af byen, der ligger øst for åen, ligger i landskabet Uppland. Sala er administrationsby i Sala kommune, og i 2010 havde byen 12.289 indbyggere. Den er et jernbaneknudepunkt mellem Dalabanen og linjen Sala–Oxelösund.
Sala er kendt for sølvminen Sala silvergruva, som længe havde stor betydning for Sveriges økonomi og var anledningen til Salas opståen. Byen kaldes ofte lokalt for Sala silverstaden. Floorballsporten har sin oprindelse i Sverige, og i 1979 blev verdens første floorballklub, Sala IBK, grundlagt i Sala.
Sala fik bystatus i 1624 af Gustav 2. Adolf af Sverige.